# 국도 제274호선 (일본)

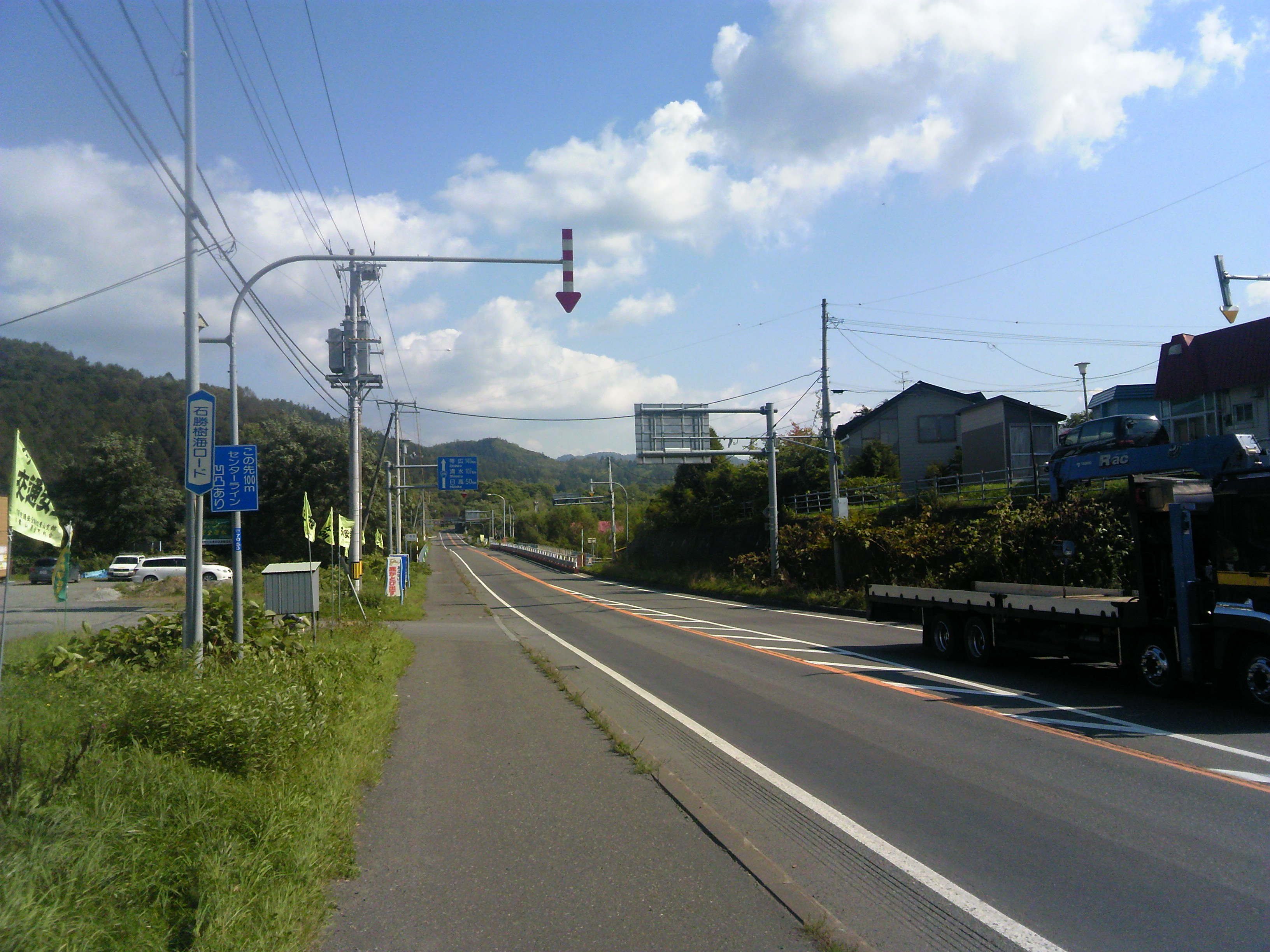
유바리시의 한 길목으로 추정.

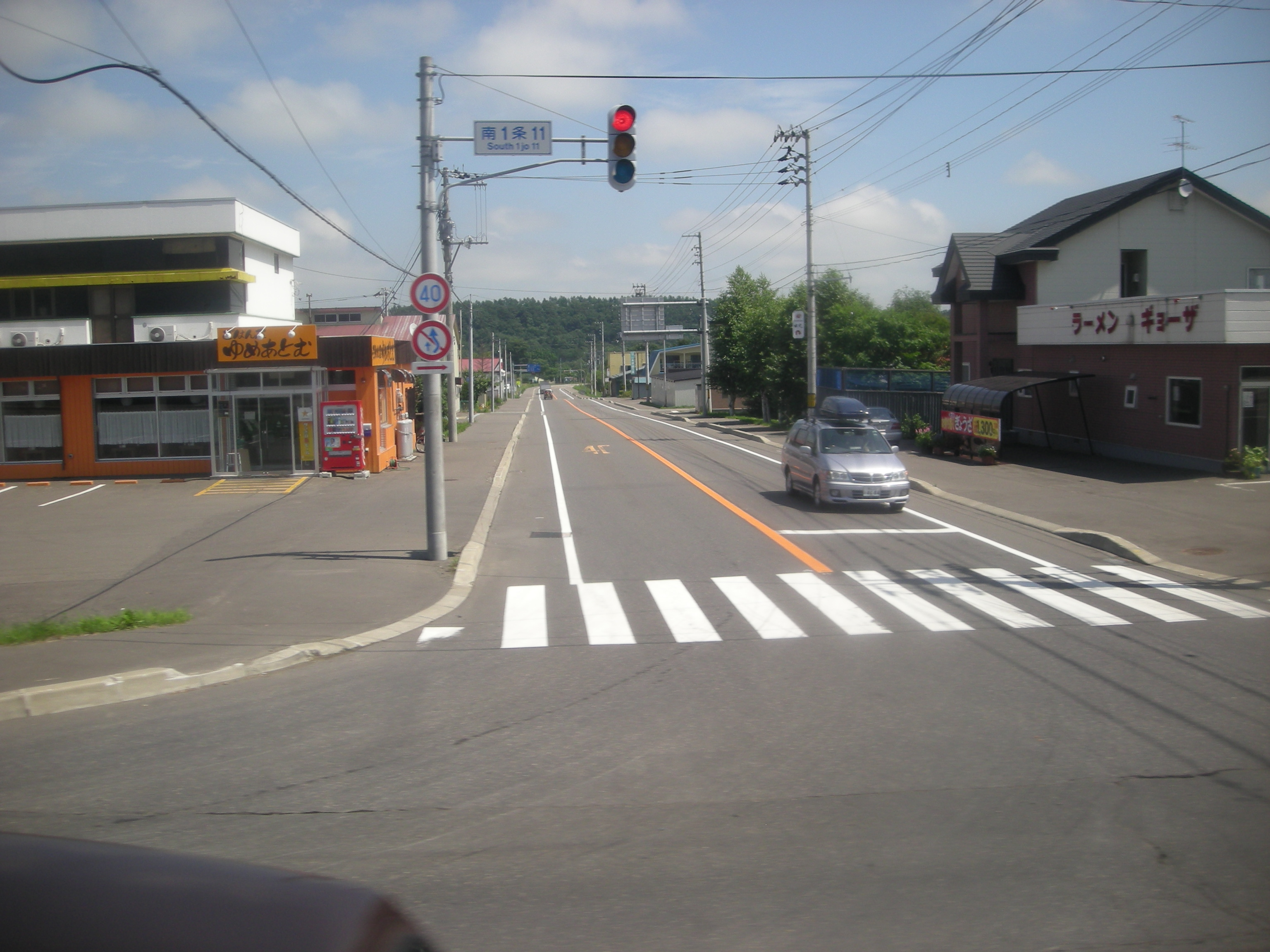
가미카와군 시미즈정 미나미1-11정목 일대의 교차로(이 일대에는 38번 국도가 교차하는 곳)에서 북동부(시카오이정) 방향으로 바라본 상태. (2009년 8월 1일 촬영)

일본 274번 국도(일본어: 国道274号→국도 274호)는 홋카이도의 삿포로시 기타구에서 시베차정까지 이어주는 국도 노선으로, 총 연장은 394.6 km, 실제 연장은 322.5 km, 현도 316.0 km로 각각 구성되어 있다. 그래서 일본의 일반 국도 노선 중 전체적으로 11번째로 가장 긴 국도 노선이기도 하며, 구시로 종합진흥국 관내 구간 중 미개통 구간이 중간에 존재하는 특이 사항도 있다.

## 주요 경유지
전 지역이 홋카이도를 관통하며 주요 경유지는 이와 같다.
- 이시카리 진흥국 : 삿포로시 (히가시구 - 시로이시구 - 아쓰베쓰구) - 기타히로시마시
- 소라치 종합진흥국 : 유바리군 나가누마정
- 이시카리 진흥국 (2차 진입) : 지토세시
- 소라치 종합진흥국 (2차 진입) : 유바리군 (유니정 - 구리야마정) - 유바리시
- 이부리 종합진흥국 : 유후쓰군 무카와정
- 가미카와 종합진흥국 : 유후쓰군 시무캇푸촌 (비고: 이 정촌 지역은 가미카와 종합진흥국 관할로 둔 상태임)
- 히다카 진흥국 : 사루군 히다카정
- 도카치 종합진흥국 : 가미카와군 시미즈정 - 가토군 (시카오이정 - 시호로정 - 가미시호로정) - 아쇼로군 아쇼로정 - 나카가와군 혼베쓰정 - 도카치군 우라호로정
- 구시로 종합진흥국 : 시라누카군 시라누카정 - (중간 구간 미개통) - 아칸군 쓰루이촌 - 가와카미군 시베차정

## 교차 가능한 도로
- 국도 제5호선
- 국도 제12호선
- 국도 제38호선
- 국도 제231호선
- 국도 제234호선
- 국도 제237호선
- 국도 제240호선
- 국도 제241호선
- 국도 제242호선
- 국도 제275호선
- 국도 제337호선
- 국도 제391호선
- 국도 제392호선
- 국도 제452호선
- 삿포로 신도
- 도토 자동차도